# Tomasz Zieliński (kardiolog)
Tomasz Andrzej Zieliński (ur. 6 stycznia 1954 w Sosnowcu) – polski kardiolog, profesor zwyczajny Instytutu Kardiologii im. Prymasa Tysiąclecia Kardynała Stefana Wyszyńskiego w Warszawie-Aninie.

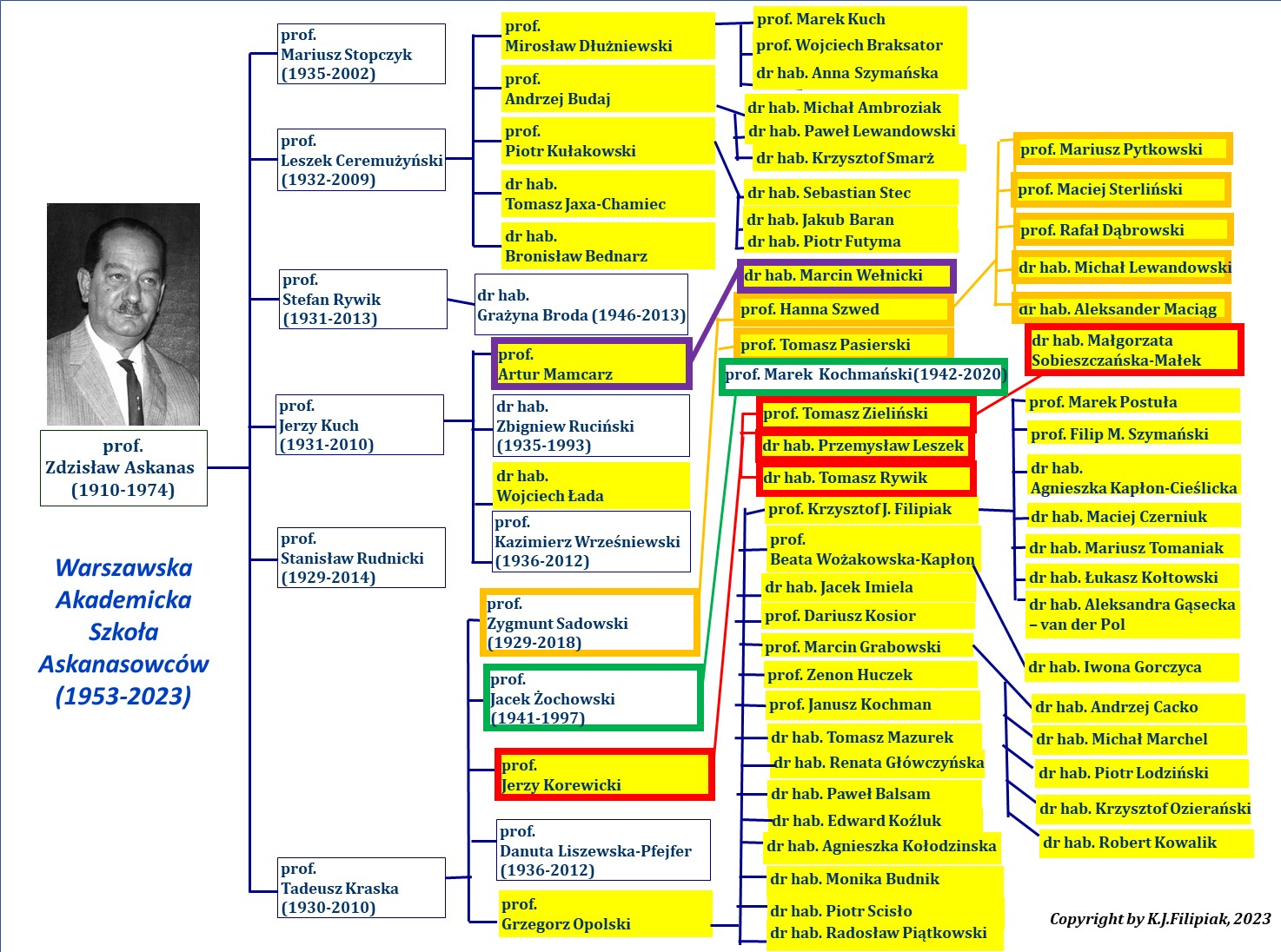
Drzewo genealogiczne przedstawicieli Warszawskiej Akademickiej Szkoły Kardiologii wywodzącej się od prof. Zdzisława Askanasa, do której należy prof. Tomasz Zieliński

## Życiorys
Studia medyczne ukończył na Akademii Medycznej w Warszawie w 1979. Stopień doktorski otrzymał w 1985 broniąc na macierzystej uczelni pracy Wpływ dożylnego podawania practololu na przebieg kliniczny i odległe rokowanie u chorych ze świeżym zawałem serca przygotowanej pod kierunkiem Jerzego Korewickiego. Habilitował się w 2001 na podstawie oceny dorobku naukowego i publikacji pt. Ocena ultradźwiękowa tętnic szyjnych z uwzględnieniem zmian w błonie wewnętrznej i środkowej w miażdżycy wczesnej i objawowej. Tytuł naukowy profesora nauk medycznych otrzymał w 2011. W warszawskim Instytucie Kardiologii kieruje Kliniką Niewydolności Serca i Transplantologii. Był promotorem jednego doktoratu.
Na dorobek naukowy T. Zielińskiego składa się szereg opracowań oryginalnych publikowanych m.in. w czasopismach takich jak „Journal of the American College of Cardiology”, „International Journal of Cardiology”, „Journal of Heart and Lung Transplantation”, „Transplantation Proceedings" oraz „Kardiologia Polska”.
Należy do Polskiego Towarzystwa Kardiologicznego oraz Polskiego Towarzystwa Transplantacyjnego.